# Boca del Monte (Esperanza)
Boca del Monte es una ranchería del municipio de Esperanza ubicado en la región Valle de Serdán del estado mexicano de Puebla.

## Geografía
La localidad de Boca del Monte se sitúa en las coordenadas geográficas 18°49′52″N 97°19′45″O / 18.83111, -97.32917, a una elevación de 2,424 metros sobre el nivel del mar.

## Demografía
Según el Conteo de Población y Vivienda 2020, efectuado por el Instituto Nacional de Estadística y Geografía, la localidad de Boca del Monte tiene 414 habitantes, de los cuales 209 son del sexo masculino y 205 del sexo femenino. La tasa de fecundidad es de 3.41 hijos por mujer y tiene 111 viviendas particulares habitadas.
| Gráfica de evolución demográfica de Boca del Monte entre 1900 y 2020 |
|                                                                      |
| INEGI.                                                               |